# 異形態
異形態（いけいたい、英語: allomorph）とは、同一の形態素であるものがいくつかの異なる形をもって現れるときに、その個々の互いに異なる形を指す。

## 概説
日本語の助数詞「本」には /hoɴ/（「五本」などにおいて），/poɴ/（「一本」などにおいて），/boɴ/（「三本」などにおいて）という3つの異形態がある。/poɴ/ は直前が促音 /Q/ であるときに、/boɴ/ は直前が撥音 /ɴ/ であるときに現れる異形態であるが、/boɴ/ は直前の形態素が漢語であるときに現れ、/joɴ/（四）のように和語の場合には /hoɴ/ が現れる。これらの異形態は頭子音が /hoɴ/-/poɴ/-/boɴ/ と交替した形である。
ロシア語で「水」を表す単語の語幹は、/vad/（単数主格 вода /vadá/ などにおいて）、/vod/（複数主格 воды /vódɨ/ などにおいて）、/vot/（複数生格 вод /vot/ において）の３つの異形態がある。/vod/ は語幹にアクセントがない場合、/vod/ は語幹にアクセントがある場合、/vot/ は直後に語尾がない（ゼロ語尾）場合に現れる。これらの異形態は母音が /a/-/o/ と交替し、末子音が /d/-/t/ と交替している。
朝鮮語で主格語尾（助詞）は /i/ 이、/ɡa/ 가 という2つの異形態がある。/i/ は名詞語幹が子音で終わる場合に、/ɡa/ は名詞語幹が母音で終わる場合に現れる。この２つの異形態は上記の2つとは異なり、音韻交替の結果として生じたものではなく、互いに語源を異とする形態（補充形）である。